# Vassili Maté
Vassili Vassílievitx Maté, rus: Васи́лий Васи́льевич Матэ́ nascut el 23 de febrer [C.J. 6 de març] de 1856 a Virbalis, actualment Lituània (llavors part de l'Imperi Rus) ; † 9 d'abril [C.J. 22 d'abril] de 1917 a Petrograd, Imperi Rus, fou un pintor, dibuixant i gravador rus.

## Vida
Maté va assistir, entre 1870 i 1875, a l'escola de dibuix de la Societat per a la Promoció de les Arts a Sant Petersburg, on va rebre classes, a partir de 1872, de Lavrenti Avkséntievitx Seriakov. A continuació, va estudiar (1875-1880) a l'Acadèmia Imperial de les Arts amb Fiódor Iordan. Després d'haver rebut una medalla de plata pel gravat en politipatge amb esbossos del cap de Joan Baptista, fets per al quadre d'Aleksandr Ivànov L'aparició de Crist davant el poble, va estudiar amb una beca de l'Acadèmia de Sant Petersburg, de 1880 a 1883, a París amb François Pannemaker i Claude Ferdinand Gaillard i a Alemanya, Anglaterra i als Països Baixos.
Maté no fou autor de grans obres originals; però fou un dels principals gravadors a Rússia a finals del segle xix. En 1889 passà a fer gravats en fusta (xilografies). Va fer retrats de personalitats de la història i la cultura de Rússia, així com reproduccions de pintures i dibuixos d'importants pintors russos, especialment de Víktor Vasnetsov, Ilià Repin, Vassili Súrikov, Ivan Trútnev i molts altres, per la qual va contribuir a la popularització de l'art rus. També reproduí obres de Murillo, Rembrandt i altres pintors occidentals. També va publicar una sèrie de gravats a Rússkaia Starinà i altres revistes, en antologies populars i altres publicacions.
A més del seu treball creatiu Maté, ensenyà a Sant Petersburg a l'Escola Central de Dibuix Tècnic Stieglitz (1884 - 1909), a l'Escola de Dibuix de la Societat per al Foment de les Arts (des de 1911), i a l'Acadèmia de les Arts (1894 - 1917). Entre els seus alumnes figuraren Anna Ostroumova-Lebedeva, Ivan Nikolàievitx Pàvlov, Adrian Vladímirovitx Kaplún i Pàvel Aleksàndrovitx Xil·lingovski. De Maté van aprendre els pintors Ilià Repin, Valentín Serov i l'arquitecte Ivan Fomín.
Des del 1913 fou Conseller d'Estat (noble de quart rang).

## Galeria

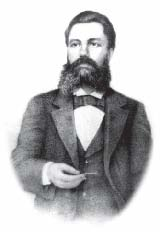
Antoni Tomixko
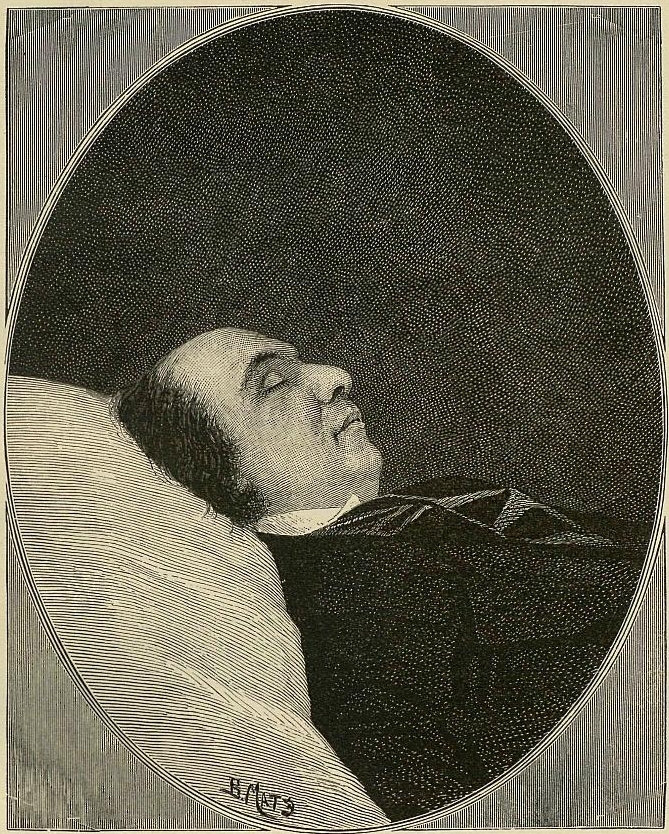
Timofei Nikolàievitx Granovski
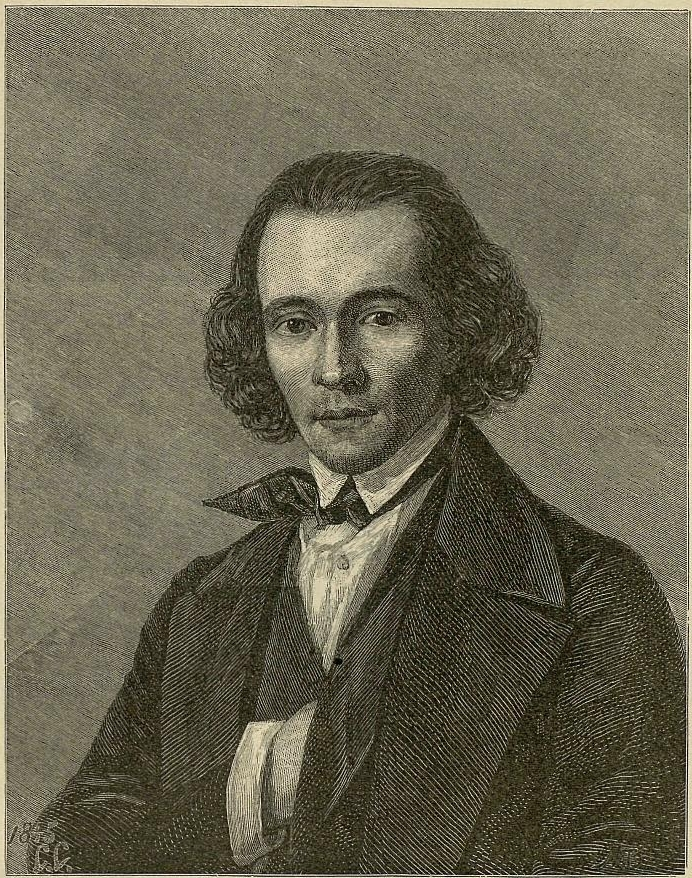
Aleksandr Serov
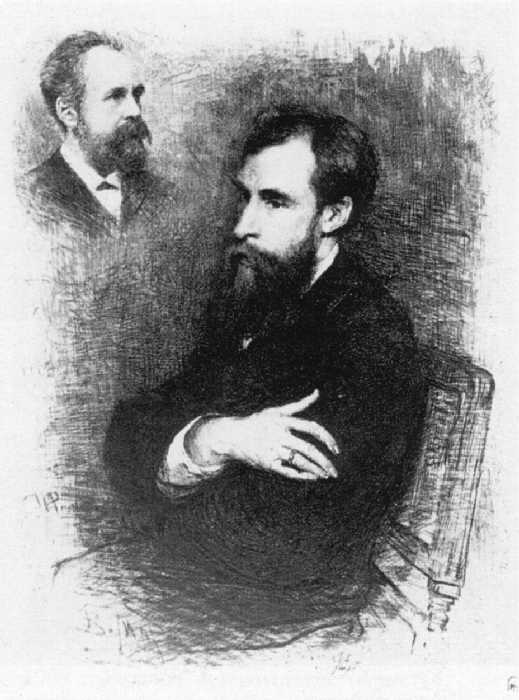
Pàvel Tretiakov
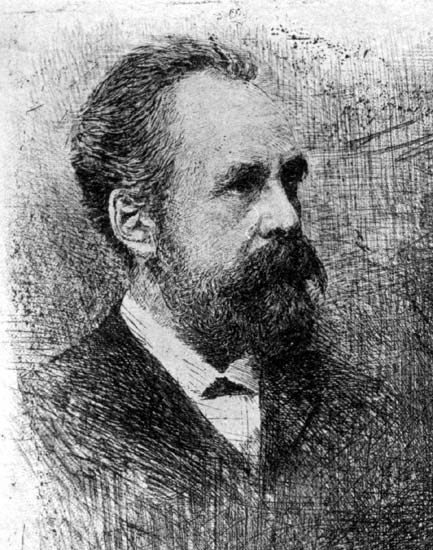
Serguei Tretiakov
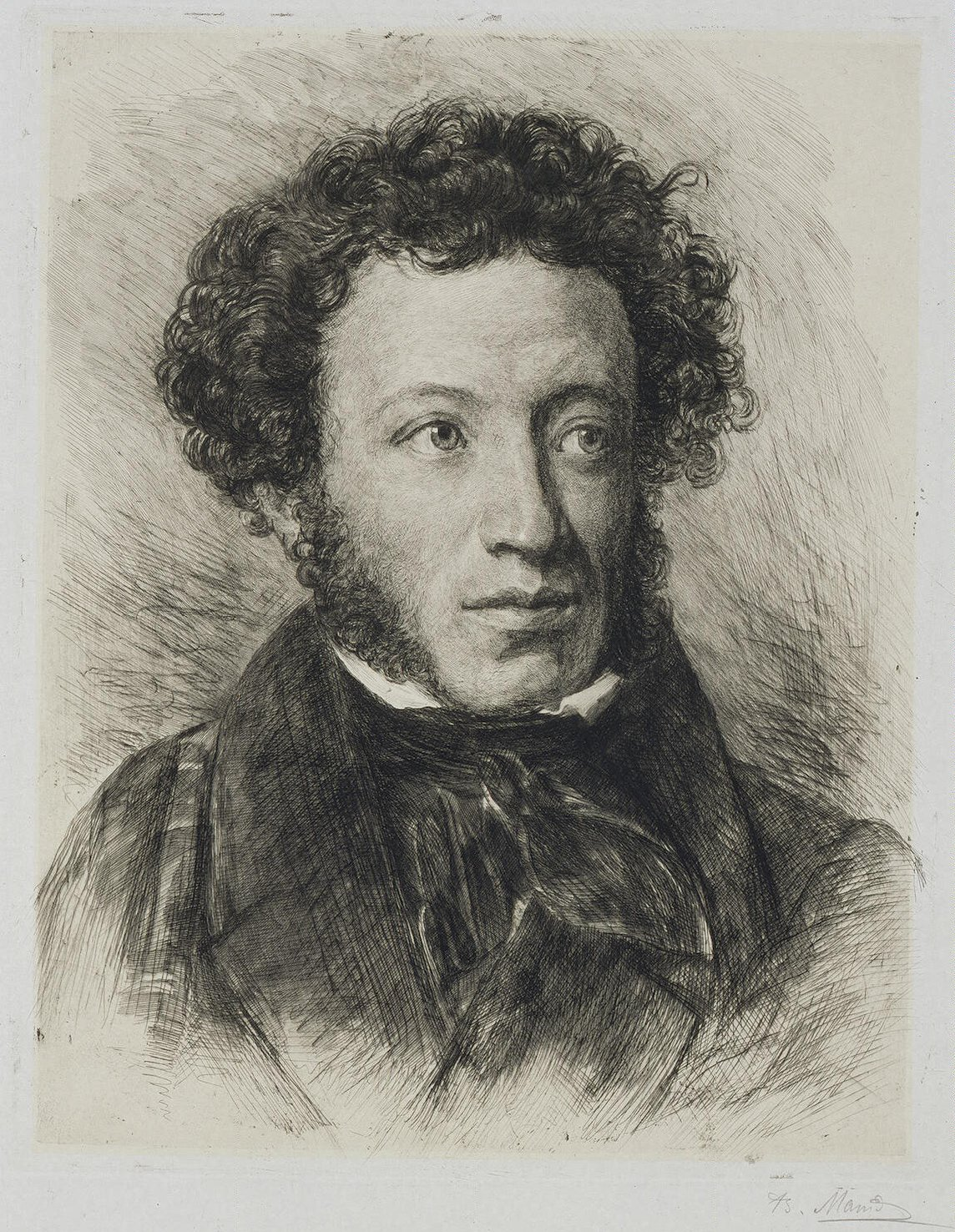
Aleksandr Puixkin
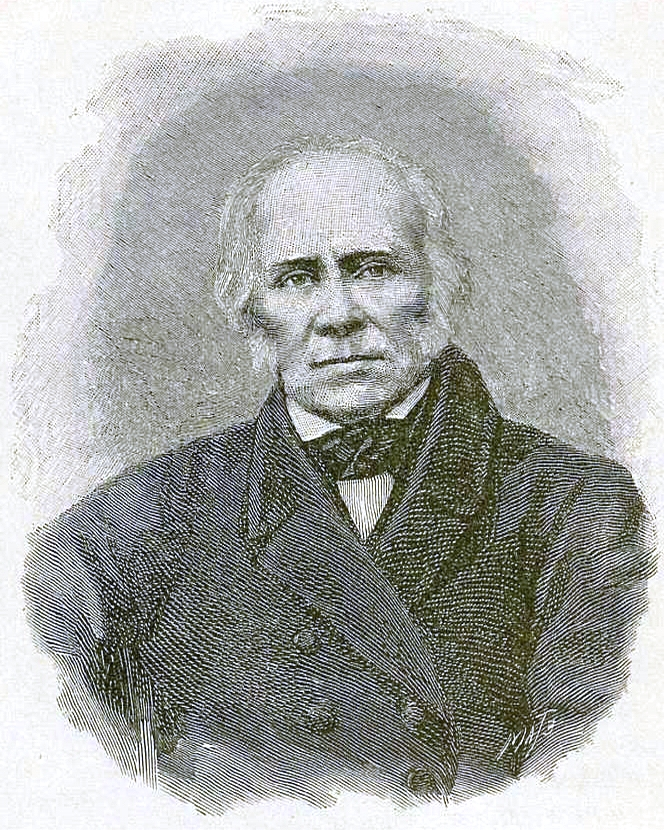
Vassili Karazin
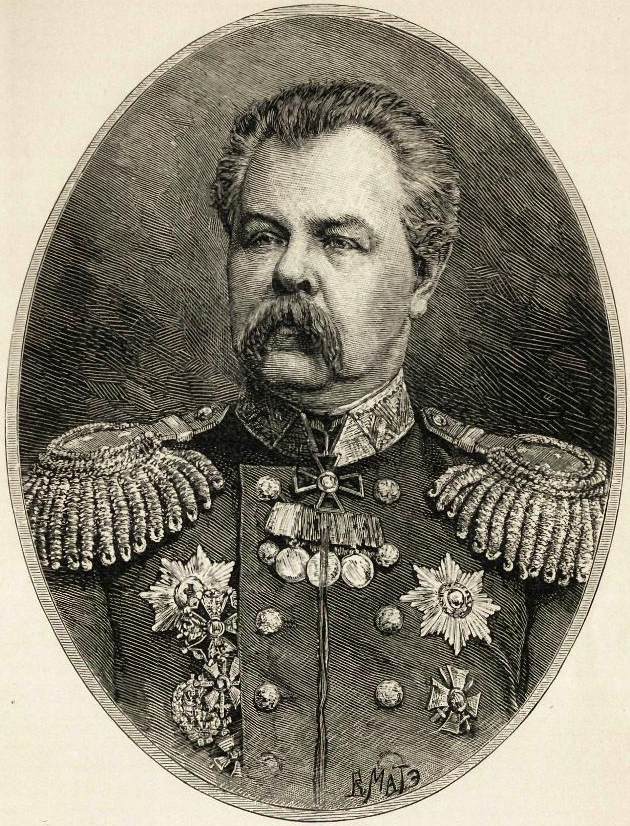
Pàvel Zótov
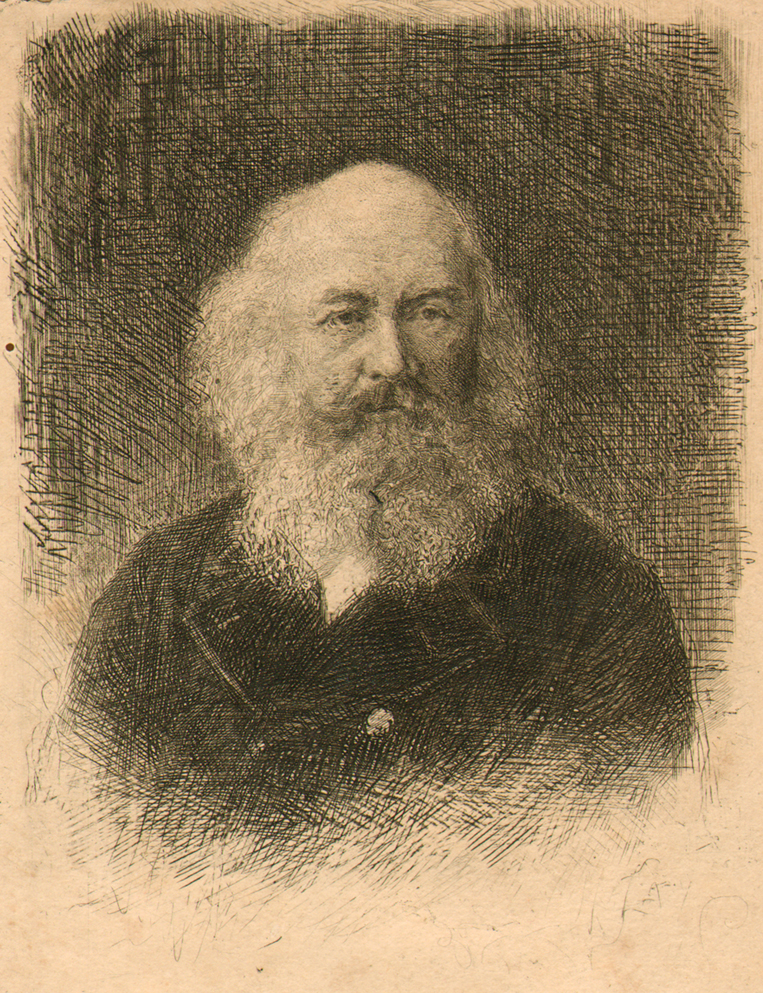
Dmitri Rovinski
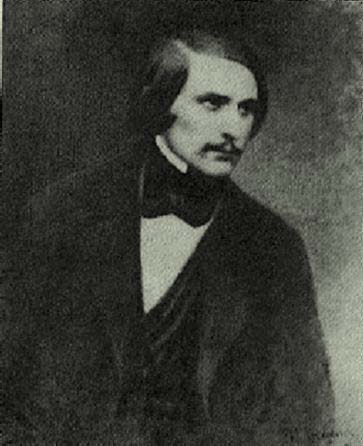
Nikolai Gógol